# 法華寺 (今治市)
法華寺（ほっけいじ）は、愛媛県今治市桜井に所在する真言律宗の寺院である。本尊は十一面観音菩薩。新四国曼荼羅霊場第三十七番札所である。
御詠歌：法の華　咲きほこりたる　補陀落の　寺に詣るは　後の世の為

## 概要
奈良時代の天平13年（741年）、聖武天皇と光明皇后の勅願によって建立された伊予国の国分尼寺（法華滅罪寺）であり、開基は南部の証繭大厄公、 本尊は（伝）行基作の十一面観世音菩薩で、光明皇后の姿を写したと伝えられている。創立時は、華厳宗東大寺に属していたが、平安時代の弘仁6年（815年）に空海が来訪した際に真言の教えを説かれ、この時より真言宗に改めたと伝えられている。さらに鎌倉時代の建治元年（1275年）、後宇多天皇の勅命により、西日本の国分寺、国分尼寺と共に真言宗西大寺の末寺となり、現在に至っている。
境内の下に見える今治市立桜井小学校から南へJR予讃線沿いに伊予桜井駅近くまで達する広大な寺域であったが、三度の戦乱（治承・寿永の乱、南北朝の戦い、豊臣秀吉の四国攻め）によりことごとく焼失し、そのため江戸時代の寛永2年（1625年）に今の高台に移った。全国の国分尼寺はほとんどが跡だけになっているが、当山は寺院として存立し法灯をつないでいる。

## 境内
- 山門
- 本堂
- 大師堂
- 瑜伽大権現堂
- 阿弥陀如来石像：伊予府中十三仏霊場10番札所
- 鐘楼：2014.1.18落慶
- 駐車場：約30台

## 文化財
県指定史跡
- 国分尼寺塔跡：方形の敷地に巨大な花崗岩の自然石が6個約2mの間隔に並び赤土・石灰土を底から固めて礎石をすえている。山門下のJR踏切を線路に沿って上り方向へ約500m行った次の踏切から山側に見える。昭和31年11月3日指定

今治市指定有形文化財
- 木造阿弥陀仏坐像：昭和50年9月2日指定

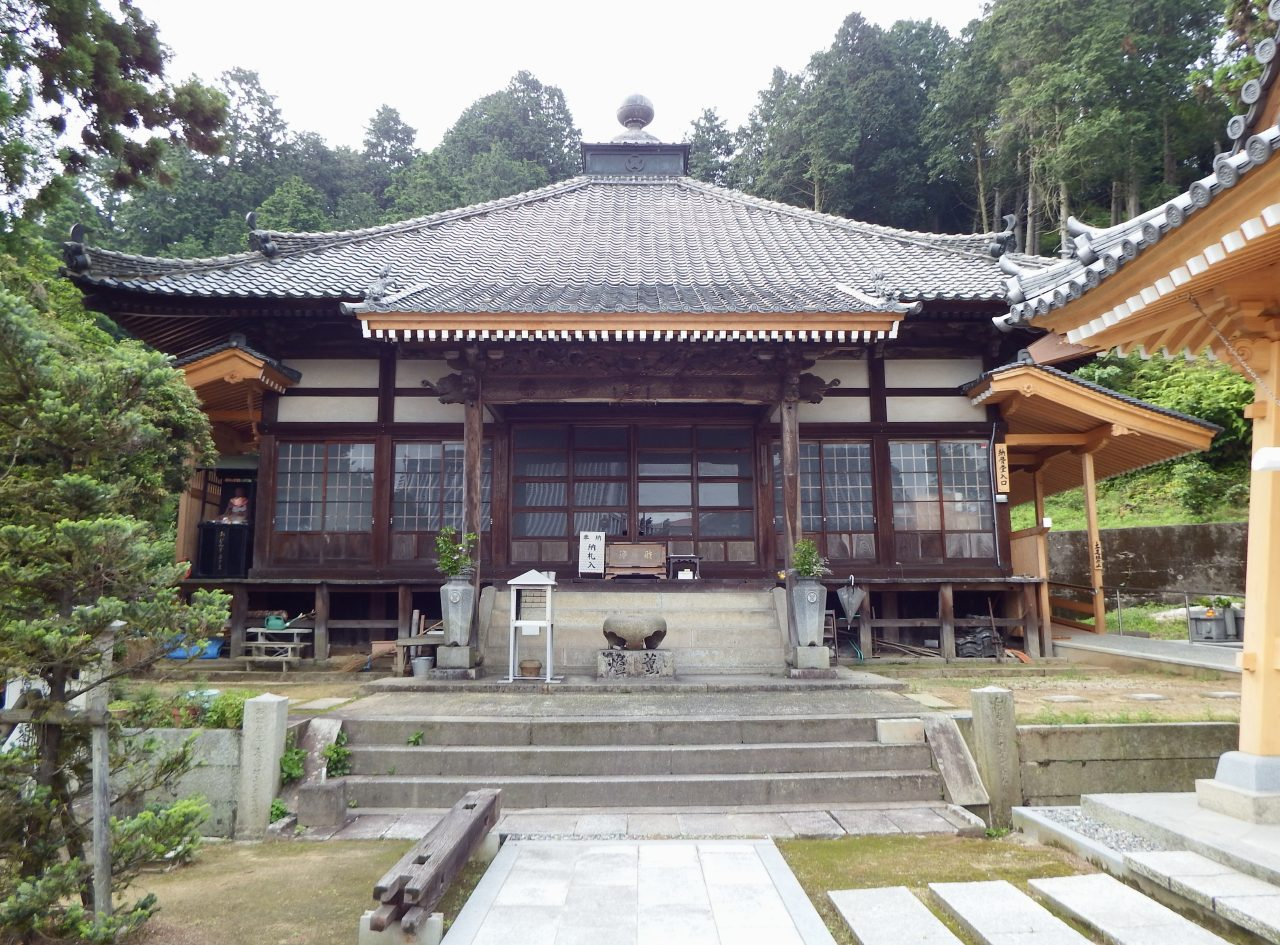
大師堂
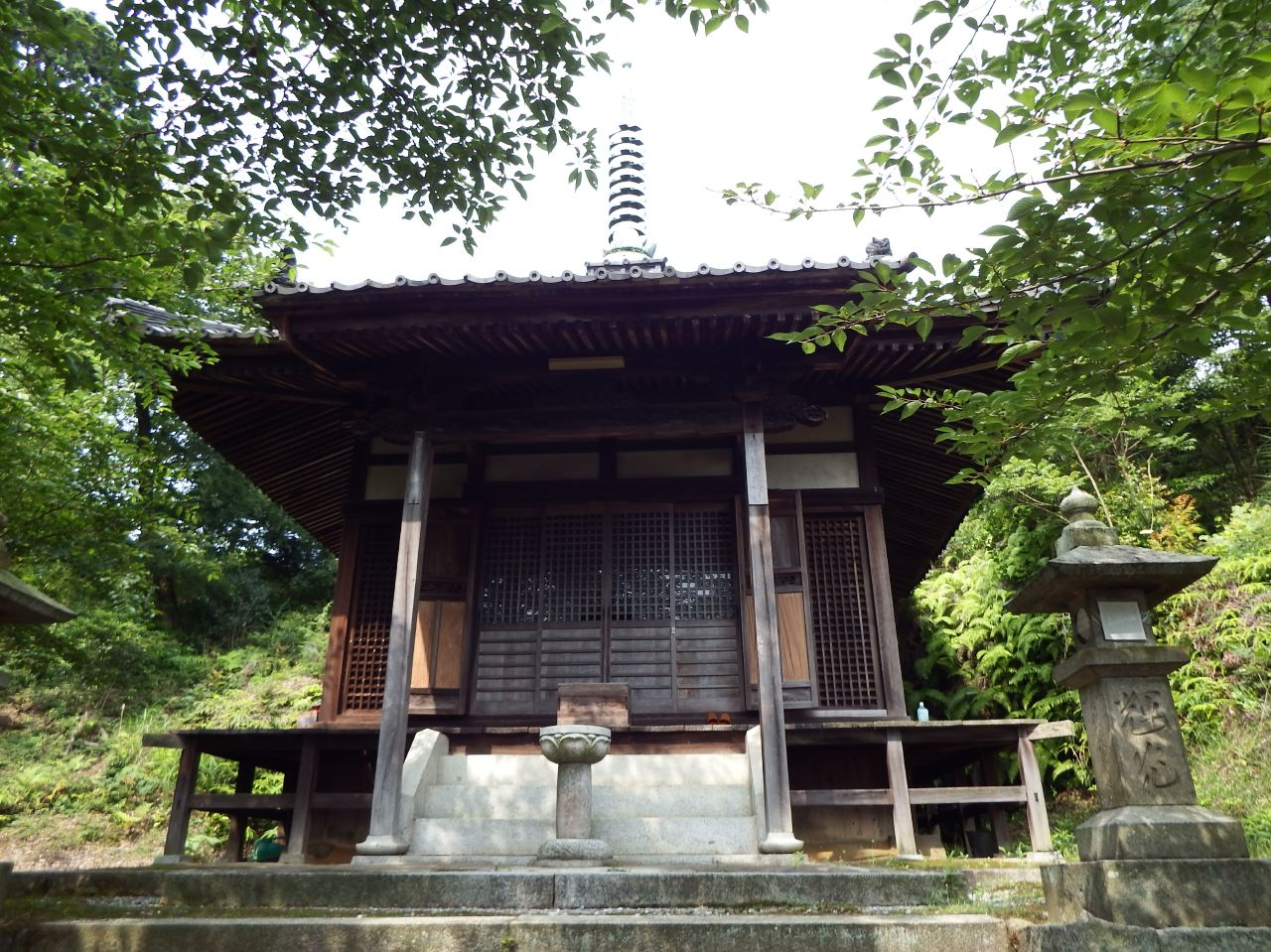
瑜伽大権現堂
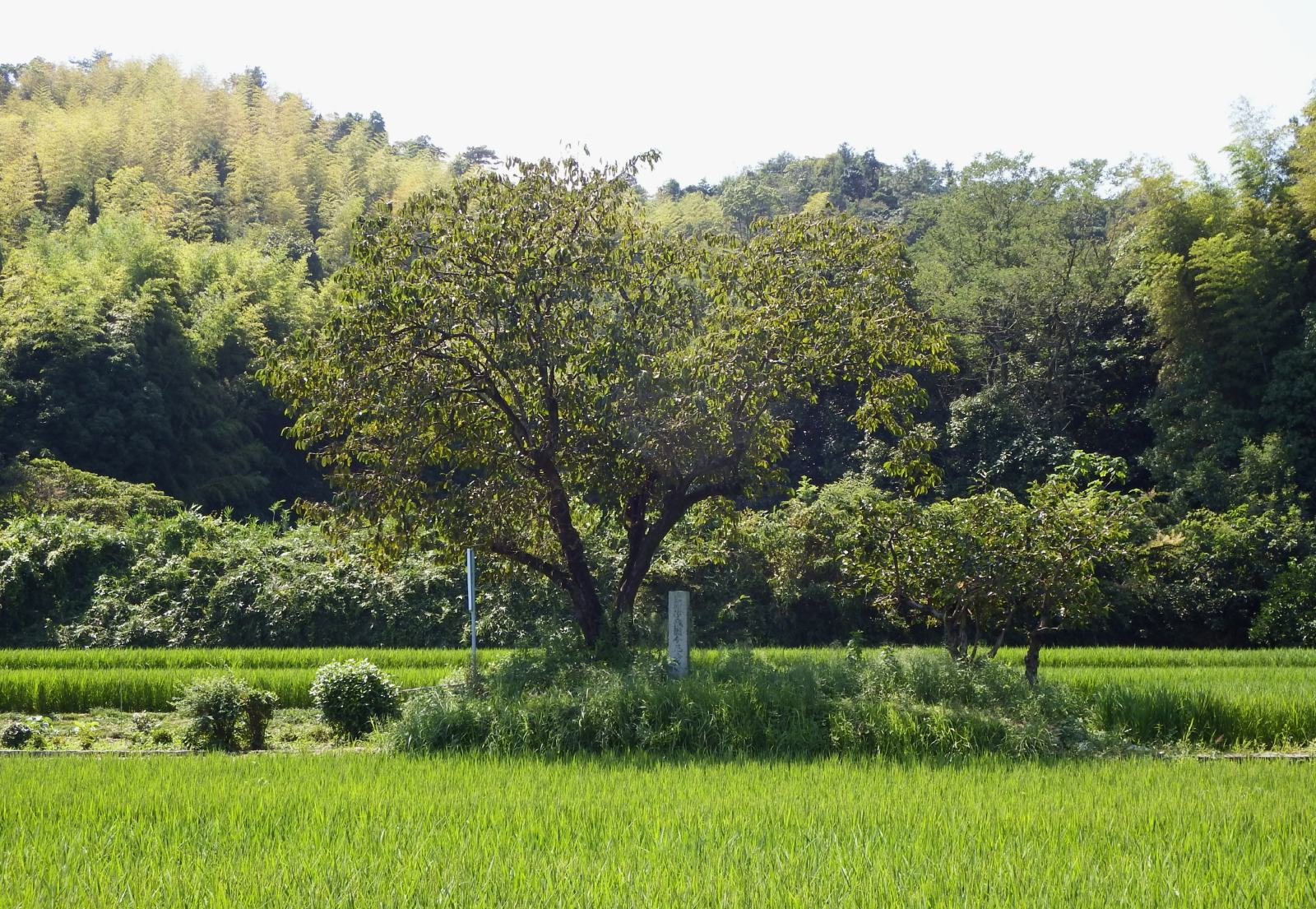
国分尼寺塔跡

## 前後の札所
新四国曼荼羅霊場
36番 栴檀寺 ---- 37番 法華寺 ---- 38番 満願寺